# Ljotrisklittens naturreservat
Ljotrisklittens naturreservat är ett naturreservat i Mora kommun i Dalarnas län.
Området är naturskyddat sedan 2024 och är 150 hektar stort. Reservatet består av en höjdplatå med främst gammal tallskog.